# Cirillo III di Alessandria (copto)
Papa Cirillo III (in arabo egiziano كيرلس التالت; al-Fayyum, 1175 – Il Cairo, 10 marzo 1243) è stato il 75º papa della Chiesa ortodossa copta.
Al secolo David, fu eletto patriarca nel 1235, dopo una vacanza ventennale della sede.  Secondo una fonte cattolica, si macchiò di simonia, trafficando in ordinazioni per pagare una somma promessa al sultano Kamel, promotore della sua elezione. Questi crimini gli avrebbero aizzato contro il clero, in procinto di deporlo. Morì il 10 marzo 1243 e ci fu un'altra sede vacante durata 7 anni.